# Cantre'r Gwaelod
Cantre'r Gwaelod (en français : Les cents pays bas), aussi connue sous le nom de Cantref Gwaelod ou Cantref y Gwaelod, est la légende d'un ancien royaume englouti qui se situait sur des terres fertiles entre les îles de Ramsey et de Bardsey où se situe maintenant la baie de Cardigan à l'ouest du Pays de Galles. 

## Mythe
La capitale de Cantre'r Gwaelod's se nommait Caer Wyddno, siège du dirigeant Gwyddno Garanhir. Il y a plusieurs versions du mythe. Il est décrit un pays fortifié défendu de la mer par une digue appelée Sarn Badrig (La chaussée de Saint Patrick), dont deux princes du royaume avaient la charge. Un de ces princes, appelé Seithenyn, est décrit dans une version comme un fêtard et ivrogne notoire, et c'est dû à négligence que la mer s'engouffra entre les portes des écluses ouvertes, ruinant les terres.   
En temps de danger, on dit que les cloches de Cantre'r Gwaelod se mettent à sonner.

## Origines du mythe
Le mythe, comme tant d'autres, est peut-être un souvenir collectif populaire laissé par la montée graduelle du niveau de la mer à la fin de la période glaciaire ; sa structure est comparable à la mythologie du Déluge que l'on retrouve dans de nombreuses cultures anciennes. Les restes d'une forêt ancienne engloutie à 
Borth, et à Sarn Badrig, près de la, peuvent suggérer qu'une grande tragédie aurait pu emporter une ville qui se trouvait à cet endroit. Cependant il n'y a pas de preuve concrète qu'une ville existait dans cette région.

## Rapport ancien
En 1770, le savant historien Gallois William Owen Pughe a rapporté avoir vu des restes d'habitations humaines à quatre milles marins (6,4 km) au large de Ceredigion, entre les rivières de Ystwyth et de Teifi.

## Découvertes récentes
Après les vents violents qui ont frappé le Royaume-Uni durant l'hiver 2013, une plage de la baie de Cardigan, dénudée de son sable, a révélé les restes d'une forêt antique. Il pourrait s'agir de la forêt préhistorique de Borth, siège de la légende du royaume englouti de Cantre'r Gwaelod. Des souches de chênes, de pins et de bouleaux ensevelies depuis l'âge du bronze ont été mis au jour par la tempête.